# Kakhaber Kaladze
Kakhaber Kaladze (Kakha) (კახაბერ კალაძე, Samtrèdia, 27 de febrer de 1978), és un ex-futbolista professional georgià, que va jugar com a defensa pel Dinamo de Tblisi, l'FC Dinamo de Kíiv, l'AC Milan i el Genoa CFC, a més de la selecció georgiana. Des de 2017 és alcalde de Tblissi, la capital de Geòrgia, pel partit Somni Georgià.

## Carrera

### Inicis al Dinamo Tblisi
Kaladze debuta al campionat georgià amb la samarreta del Dinamo Tblisi, el club més important del país, amb només 16 anys, a la temporada 1993/1994. Va aconseguir, fins i tot, marcar un gol en un dels 9 partits que va disputar. L'any següent, es va convertir en titular indiscutible al centre de la defensa i vesteix la samarreta del club georgià fins al gener de 1998, quan es passa al Dinamo de Kíiv, tancant la seva experiència nacional amb quatre títols de lliga.

### L'experiència en el Dinamo de Kíiv
Al FC Dinamo de Kíiv, Kaladze es troba com a entrenador al llegendari Valery Lobanovsky i com a company d'equip al jove davanter Andrí Xevtxenko. Amb l'equip ucraïnès aconsegueix tres campionats nacionals consecutius i el 2000, arriba a la semifinal de la Lliga de Campions de la UEFA, caient derrotat enfront del FC Bayern de Múnic. Durant tot aquest temps, Kaladze és sempre un punt de referència inamovible de la selecció nacional georgiana que va ser eliminada per Itàlia durant la classificació per al Mundial del 2002.

### Esplendor al Milan
Va fitxar pel Milan AC l'any 2001. La temporada 2002/03 va guanyar la Lliga de Campions i la Copa Italiana. La temporada 2006/07 va tornar a guanyar la Lliga de Campions. El desembre de 2007 va guanyar el Campionat del Món de Clubs de futbol. L'estiu de 2010 després de discrepar amb el seu club, va fitxar pel Genoa Cricket and Football Club.

### Retirada al Genoa
Va debutar amb el Genoa el 12 de setembre de 2010 contra l'AS Chievo. El 30 de gener de 2011 va marcar amb el Genoa el seu primer gol, fent el definitiu 3-1 contra el Parma. La primera temporada amb el Genoa va jugar 26 partits de lliga i va fer un gol.

### Internacional
Ha estat internacional amb la selecció de futbol de Geòrgia, en 83 ocasions, marcant un gol a la desfeta del seu equipo contra Letonia el 2008 per 1-3.

## Palmarès i guardons

### Títols nacionals
| Títol              | Equip         | País            | Temporada |
| ------------------ | ------------- | --------------- | --------- |
| Copa de Georgia    | Dinamo Tblisi | Georgia Geòrgia | 1993-94   |
| Umaglesi Liga      | Dinamo Tblisi | Georgia Geòrgia | 1993-94   |
| Copa de Georgia    | Dinamo Tblisi | Georgia Geòrgia | 1994-95   |
| Umaglesi Liga      | Dinamo Tblisi | Georgia Geòrgia | 1994-95   |
| Copa de Georgia    | Dinamo Tblisi | Georgia Geòrgia | 1995-96   |
| Umaglesi Liga      | Dinamo Tblisi | Georgia Geòrgia | 1995-96   |
| Copa de Georgia    | Dinamo Tblisi | Georgia Geòrgia | 1996-97   |
| Umaglesi Liga      | Dinamo Tblisi | Georgia Geòrgia | 1996-97   |
| Umaglesi Liga      | Dinamo Tblisi | Georgia Geòrgia | 1997-98   |
| Copa d'Ucraïna     | Dinamo Kíiv   | UKR Ucraïna     | 1997-98   |
| Liga Suprema       | Dinamo Kíiv   | UKR Ucraïna     | 1998-99   |
| Copa d'Ucraïna     | Dinamo Kíiv   | UKR Ucraïna     | 1998-99   |
| Liga Suprema       | Dinamo Kíiv   | UKR Ucraïna     | 1999-2000 |
| Copa d'Ucraïna     | Dinamo Kíiv   | UKR Ucraïna     | 1999-2000 |
| Copa d'Ucraïna     | Dinamo Kíiv   | UKR Ucraïna     | 2000-01   |
| Coppa Italia       | AC Milan      | ITA Itàlia      | 2002-03   |
| Serie A            | AC Milan      | ITA Itàlia      | 2003-04   |
| Supercopa d'Itàlia | AC Milan      | ITA Itàlia      | 2004      |

### Títols internacionals
| Títol                        | Equip    | Seu            | Any     |
| ---------------------------- | -------- | -------------- | ------- |
| Lliga de Campions de la UEFA | AC Milan | ENG Manchester | 2002-03 |
| Supercopa d'Europa           | AC Milan | MON Mónaco     | 2003    |
| Lliga de Campions de la UEFA | AC Milan | GRE Atenas     | 2006-07 |
| Supercopa d'Europa           | AC Milan | MON Mónaco     | 2007    |
| Copa Mundial de Clubes       | AC Milan | JAP Yokohama   | 2007    |

### Guardons individuals
| Distinció                   | Any                          |
| --------------------------- | ---------------------------- |
| Futbolista Georgià de l'Any | 2001, 2002, 2003, 2006, 2011 |
| AC Milan Hall Of Fame       |                              |

## Estadístiques amb els seus clubs
| Equip                    | Temporada                | Lliga   | Lliga | Copa Nacional | Copa Nacional | Copa Internacional1 | Copa Internacional1 | Altres Tornejos2 | Altres Tornejos2 | Total   | Total |
| Equip                    | Temporada                | Partits | Gols  | Partits       | Gols          | Partits             | Gols                | Partits          | Gols             | Partits | Gols  |
| ------------------------ | ------------------------ | ------- | ----- | ------------- | ------------- | ------------------- | ------------------- | ---------------- | ---------------- | ------- | ----- |
| Dinamo Tbilisi Geòrgia   | 1993/94                  | 9       | 1     | –             | –             | –                   | –                   | –                | –                | 9       | 1     |
| Dinamo Tbilisi Geòrgia   | 1994/95                  | 23      | 0     | –             | –             | –                   | –                   | –                | –                | 23      | 0     |
| Dinamo Tbilisi Geòrgia   | 1995/96                  | 23      | 0     | –             | –             | 1                   | 0                   | –                | –                | 24      | 0     |
| Dinamo Tbilisi Geòrgia   | 1996/97                  | 12      | 0     | –             | –             | 4                   | 0                   | –                | –                | 16      | 0     |
| Dinamo Tbilisi Geòrgia   | 1997/98                  | 15      | 0     | –             | –             | 7                   | 0                   | –                | –                | 22      | 0     |
| Dinamo Tbilisi Geòrgia   | Total                    | 82      | 1     | –             | –             | 12                  | 0                   | –                | –                | 94      | 1     |
| Dinamo de Kíiv Ucraïna   | 1997/98                  | 13      | 2     | –             | –             | –                   | –                   | –                | –                | 13      | 2     |
| Dinamo de Kíiv Ucraïna   | 1998/99                  | 25      | 3     | –             | –             | 12                  | 1                   | –                | –                | 37      | 4     |
| Dinamo de Kíiv Ucraïna   | 1999/2000                | 25      | 1     | –             | –             | 14                  | 1                   | –                | –                | 39      | 2     |
| Dinamo de Kíiv Ucraïna   | 2000/01                  | 8       | 0     | –             | –             | 7                   | 1                   | –                | –                | 15      | 1     |
| Dinamo de Kíiv Ucraïna   | Total                    | 71      | 6     | –             | –             | 33                  | 3                   | –                | –                | 104     | 9     |
| AC Milan Itàlia          | 2001                     | 17      | 3     | 1             | 0             | –                   | –                   | –                | –                | 18      | 3     |
| AC Milan Itàlia          | 2001/02                  | 30      | 4     | 5             | 0             | 11                  | 0                   | –                | –                | 46      | 4     |
| AC Milan Itàlia          | 2002/03                  | 27      | 0     | 4             | 1             | 15                  | 0                   | –                | –                | 46      | 1     |
| AC Milan Itàlia          | 2003/04                  | 6       | 0     | 3             | 0             | 1                   | 0                   | 1                | 0                | 11      | 0     |
| AC Milan Itàlia          | 2004/05                  | 19      | 2     | 2             | 0             | 5                   | 0                   | –                | –                | 26      | 2     |
| AC Milan Itàlia          | 2005/06                  | 28      | 2     | 4             | 0             | 11                  | 0                   | –                | –                | 43      | 2     |
| AC Milan Itàlia          | 2006/07                  | 18      | 1     | 1             | 0             | 7                   | 0                   | –                | –                | 26      | 1     |
| AC Milan Itàlia          | 2007/08                  | 32      | 0     | –             | –             | 8                   | 0                   | 2                | 0                | 42      | 0     |
| AC Milan Itàlia          | 2008/09                  | 11      | 0     | 1             | 0             | 4                   | 0                   | –                | –                | 16      | 0     |
| AC Milan Itàlia          | 2009/10                  | 6       | 0     | 2             | 0             | 2                   | 0                   | –                | –                | 10      | 0     |
| AC Milan Itàlia          | Total                    | 194     | 12    | 23            | 1             | 64                  | 0                   | 3                | 0                | 284     | 13    |
| Genoa Itàlia             | 2010/11                  | 26      | 1     | 2             | 0             | 0                   | 0                   | –                | –                | 28      | 1     |
| Genoa Itàlia             | 2011/12                  | 16      | 0     | 1             | 1             | 0                   | 0                   | –                | –                | 17      | 1     |
| Genoa Itàlia             | Total                    | 42      | 1     | 3             | 1             | 0                   | 0                   | -                | -                | 45      | 2     |
| Total de la seva carrera | Total de la seva carrera | 389     | 19    | 26            | 1             | 109                 | 3                   | 3                | 0                | 527     | 23    |

Actualitzat 25 de febrer de 2012.
- 1Competicions europees inclouen la Lliga de Campions de la UEFA, la Copa de la UEFA, i la Supercopa d'Europa
- 2Altres tornejos inclouen la Supercopa d'Italia i la Copa Mundial de Clubs

## Vida política
El 7 d'octubre de 2012 fou escollit viceprimer ministre de Geòrgia, encapçalant la llista de la Coalició Somni Georgiài guanyant la circunscripcció majoritària de Samtrèdia; ocupant el Ministeri de Desenvolupament Regional i d'Infraestructures.
L'any 2017 va passar a ocupar l'alcaldia de Tblissi, capital de Geòrgia.